# Szymanów (Teresin)
Szymanów è un villaggio nel territorio del comune rurale polacco di Teresin, del distretto di Sochaczew, nel voivodato della Masovia.
Nel 1933 le Suore dell'Immacolata Concezione della Beata Vergine Maria vi trasferirono la sede della casa generalizia della loro congregazione e nel 1946 vi portarono l'immagine di Nostra Signora di Jazłowiec, fatta realizzare nel 1883 a Roma dalla beata Marcelina Darowska.
Un nuovo santuario dedicato a Nostra Signora di Jazłowiec fu edificato a partire dal 1997 e fu consacrato il 31 luglio 2002.